# برتیسلاو پویار
برتیسلاو پویار (چکی: Břetislav Pojar; ۷ اکتبر ۱۹۲۳ – ۱۲ اکتبر ۲۰۱۲) یک کارگردان فیلم، پویانما اهل جمهوری چک بود.
از فیلم‌ها یا مجموعه‌های تلویزیونی که وی در آن‌ها نقش داشته‌است می‌توان به پت و مت و روزهای زمستان اشاره نمود.